# ADE-Werk

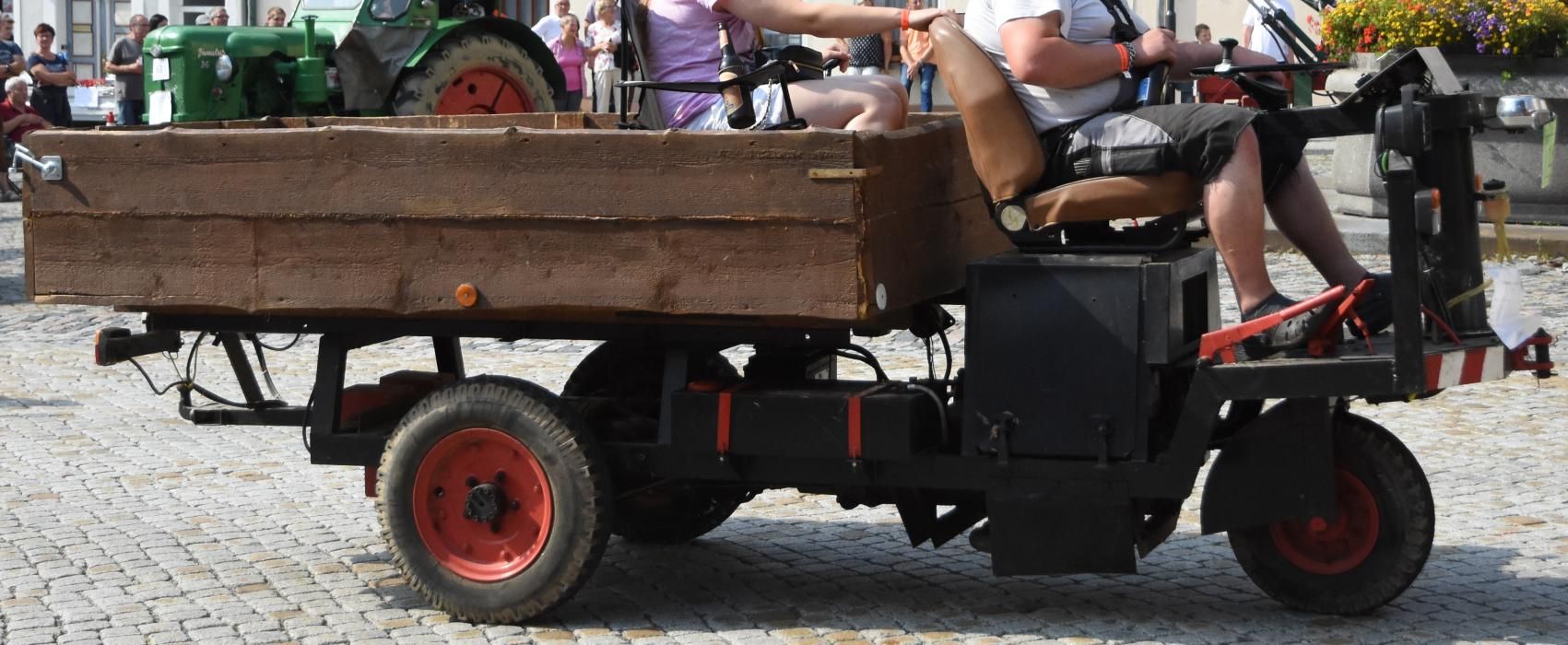
Firma ADE heute Multicar Waltershausen Lasten-Dreirad 1930er Jahre

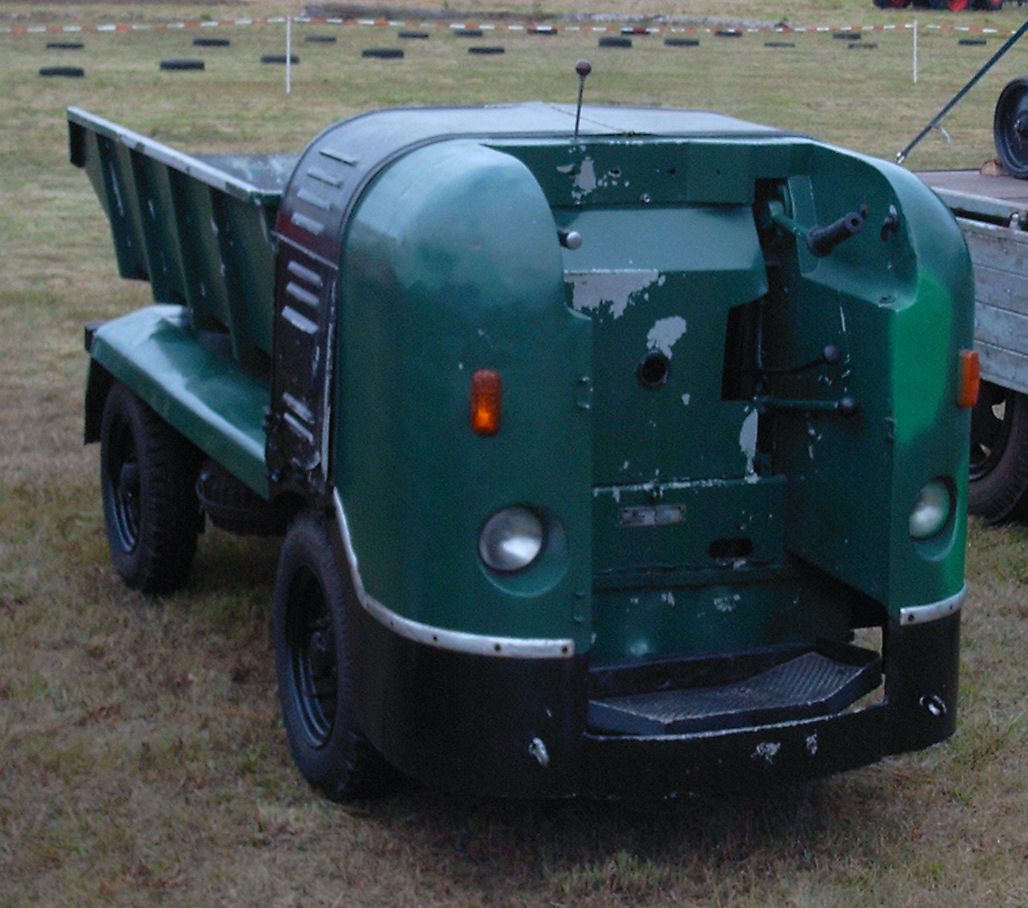
Multicar Dieselameise M 21 als Kipper

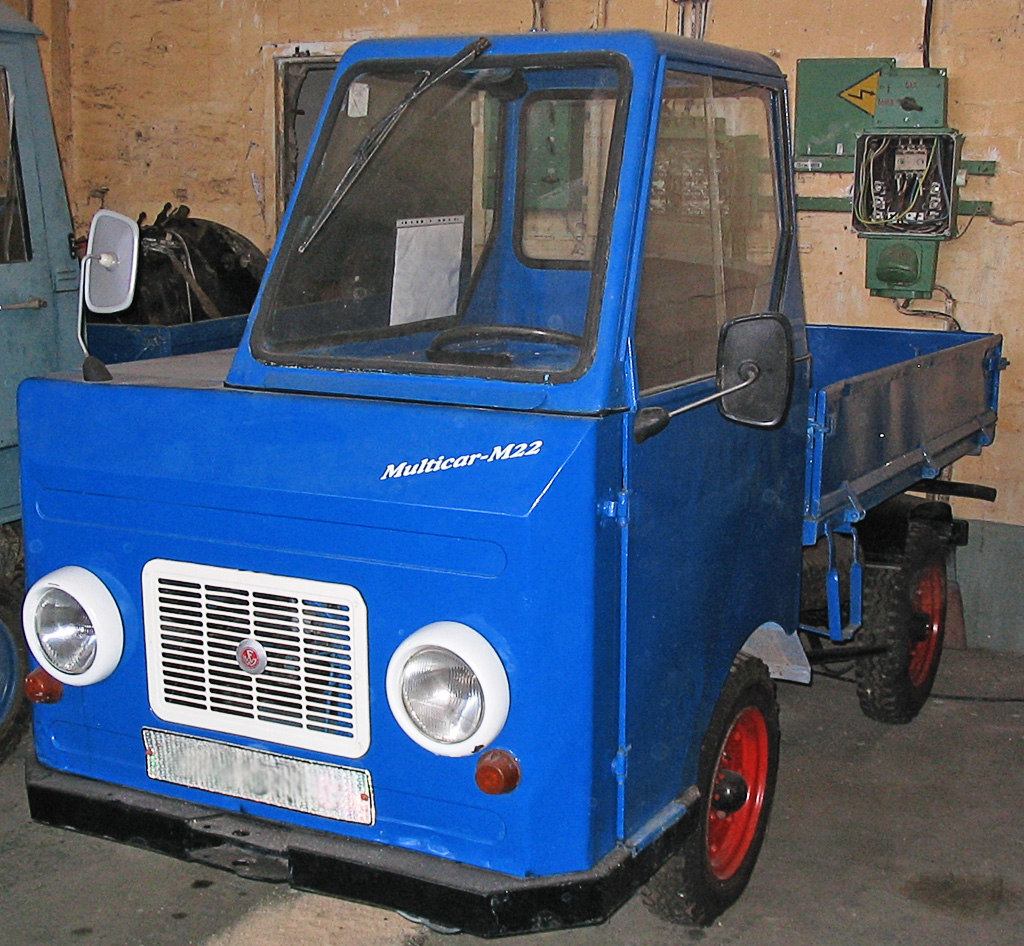
Multicar M22, produziert in Waltershausen 1974

Das ADE-Werk war in den 1920er Jahren ein Hersteller von Traktoren und landwirtschaftlichen Geräten in Waltershausen. Nach der Verstaatlichung produzierte es als VEB Fahrzeugwerk Waltershausen, vormals: Ade die seit 1956 entwickelten Spezialfahrzeuge Multicar.

## Waltershausen
Das Ade-Werk wurde am 2. August 1920 von dem Ingenieur Arthur Ade (1882–1957) in Hörselgau (Thüringen) zusammen mit seinem Partner, dem Kaufmann Hermann Irrgang, als Maschinenfabrik Hörselgau Ade & Irrgang – kurz: ADE-Werke gegründet. Es wurden zunächst Stahlbänder für Vollgummireifen hergestellt, später landwirtschaftliche Geräte, Fahrzeuganhänger und Anhängerkupplungen für Lkw und Traktoren. In 1926 wurde das Unternehmen in eine Aktiengesellschaft umgewandelt und der Betrieb nach Waltershausen verlegt. 1928 wurde der „ADE Expreß“ vorgestellt, ein Dreirad-Kleintransporter mit bis zu 750 kg Nutzlast sowie Motoren (Fa. ILO-Motorenwerke, Pinneberg) mit 6 bis 12 PS. Nach dem Zweiten Weltkrieg wurde es in der DDR verstaatlicht, firmierte als VEB Fahrzeugwerk Waltershausen, vormals: Ade und stellte Diesel-Ameisen mit verschiedenen Aufbauten, Anhänger für Lkw und Traktoren sowie Anhänger-Kupplungen für Lkw und Traktoren her. Das Unternehmen wurde dem Industrieverband Fahrzeugbau (IFA) angeschlossen.
Ab 1958 wurde als erster Multicar der M 21 produziert, von dem bis 1964 über 14.000 Stück die Werkhallen in Waltershausen verließen. Zwischen 1964 und 1974 liefen von dem Nachfolgemodell M 22 bereit 42.500 Fahrzeuge vom Band. Die Fahrzeuge aus Waltershausen gehörten zum Grundbestand jeder Landwirtschaftlichen Produktionsgenossenschaft. Ab 1978 war der VEB Fahrzeugwerk Waltershausen Teil des IFA-Kombinats Nutzkraftwagen. Nach der Wende 1991 wurde der volkseigene Betrieb privatisiert, 1998 wurden die Hako-Werke in Bad Oldesloe Mehrheitsgesellschafter. Der Multicar wird bis heute produziert.

## Offenburg
1949 wurde von dem nach Westdeutschland geflüchteten Arthur Ade in Offenburg das ADE-Werk Offenburg neu gegründet.
Anfangs wurden Wäschespinnen und Motorbremsen sowie Abgasklappen für Nutzfahrzeuge produziert. Heute steht die Entwicklung, Herstellung und der Vertrieb von Elektro-Hubzylindern sowie Hubtischen für verschiedene Anwendungsbereiche im Vordergrund. ADE-Hubzylinder und ADE-Hubtische werden von Industrie und Handwerk eingesetzt.